# ماتئوش موشیه‌ویچ
ماتئوش موشیه‌ویچ (لهستانی: Mateusz Mosiewicz؛ ‏ زادهٔ ۲۷ ژوئن ۱۹۸۶) بازیگر اهل لهستان است.
از فیلم‌ها یا مجموعه‌های تلویزیونی که وی در آن‌ها نقش داشته است، می‌توان به پدر متیو، رنگ‌های خوشبختی، در خوشی و سختی، تاج پادشاهان، ع چون عشق و عزم راسخ ایرنا اشاره نمود.